# Albaniola acutipennis
Albaniola acutipennis es una especie de escarabajo del género Albaniola, familia Leiodidae.  Fue descrita por René Gabriel Jeannel en 1934. Se encuentra en Grecia y en Macedonia del Norte.